# Buddy Handleson
Buddy Handleson est un acteur américain né le 1er novembre 1999 à Tracy en Californie.

## Biographie

### Jeunesse
Buddy Handleson naît à Tracy de Jay et Athena Handleson, et grandit à Danville, dans la banlieue d'Oakland. Alors âgé de 3 ans, Buddy Handleson est repéré par l'agent artistique Cathy Steele à Orlando et remporte plusieurs récompenses. Une fois rentré en Californie, ses parents l'inscrivent à une école de comédie à Daly City. Après quelques exhibitions, des agents artistiques de Los Angeles et San Francisco contactent son professeur, Romeo Marquez, pour avoir une entrevue avec Buddy.

## Vie privée
Le 26 juin 2017, Buddy Handleson fait son coming out via le réseau social Instagram.

## Filmographie

### Films
- 2011 : Coming & Going
- 2012 : Bad Fairy
- 2014 : Little Savages
- 2016 : It's On!

### Séries télévisées
- 2009 : Hannah Montana (le temps d'un épisode)
- 2009 : Trauma : Jonah (le temps d'un épisode)
- 2010 : Pour le meilleur et le pire - Timmy (le temps d'un épisode)
- 2010 : Sons of Tucson - Gabe
- 2010-2012 : Shake It Up - Henry Dillon
- 2011 : Mr. Sunshine - Timmy
- 2013 : Wendell & Vinnie - Wendell[4]
- 2015-2016 : Bella et les Bulldogs - Newt
- 2017-2018 : Nicky, Ricky, Dicky et Dawn - Wally
- 2019 : Sidney au max - Gerald (le temps d'un épisode)

### Doublage

#### Séries d'animation
- 2012 : Docteur La Peluche - Luca

### Théâtre
- 2017 : Afterlife: A Ghost Story[5]